# Каргалы (приток Илека)
Каргалы́ (в различных источниках называется как Каргала́, Жаксы́-Каргалы, Жаксы-Каргала; каз. Қарғалы, Жақсы Қарғалы) — река в Актюбинской области Казахстана, правый приток Илека.
Река Каргалы начинается в Хромтауском районе, на месте слияния рек Кокпекты и Куагаш, и далее протекает по территории Каргалинского района и доходит до города Актобе, где впадает в Илек. Река подпитывается снегом и грунтовыми водами, количество воды, участвующей в формировании подземного стока, составляет 759 млн м³ (Ж. С. Сыдыков, 1966).
Длина реки равна 114 км, площадь водосборного бассейна составляет 5130 км². Ширина русла в верхнем течении равна 20—50 м, в среднем течении доходит до 80—200 м, ближе к устью сужается до 40—60 м. Средний уровень расхода воды в притоке Жаман-Каргалы равен 9,18 м³, а возле села Питомник доходит до 12,2 м³. Каргалы богата на рыбу, речная вода используется для орошения близлежащих дачных массивов. По руслу реки расположено Каргалинское водохранилище объёмом 0,28 км³.